# Konstantin Klein
Konstantin Klein (Berlino, 21 maggio 1991) è un cestista tedesco.

## Palmarès
- FIBA Europe Cup: 1

Skyliners Francoforte: 2015-16